# 全日本少年少女武道錬成大会 (空手道)
全日本少年少女武道錬成大会 （空手道）（ぜんにほんしょうねんしょうじょぶどうれんせいたいかい からてどう）は、毎年夏に日本武道館で開催される、小中学生を対象とした空手道の全国大会。

## 概要
空手道を通して心身の錬磨と相互の親睦を図り、青少年の健全な育成を図る趣旨のもとに、毎年全国各地の道場に所属する数千名にものぼる小中学生が日本武道館に集結して開催される空手道の大会。
- 基本錬成は試合錬成参加者及び希望者全員が参加する。
- 試合錬成は小学1年生から参加でき、男女別の区別はないが学年別で区分される。